# Cantone di Briançon-1
Il Cantone di Briançon-1 è una divisione amministrativa dell'arrondissement di Briançon.
È stato costituito a seguito della riforma approvata con decreto del 20 febbraio 2014, che ha avuto attuazione dopo le elezioni dipartimentali del 2015.

## Composizione
Comprende parte della città di Briançon e i 9 comuni di:
- Cervières
- La Grave
- Le Monêtier-les-Bains
- Puy-Saint-André
- Puy-Saint-Pierre
- Saint-Chaffrey
- La Salle-les-Alpes
- Villar-d'Arêne
- Villar-Saint-Pancrace